# Antípatre de Tir
|  | Per al filòsof del segle ii aC, vegeu Antípatre de Tir (segle II aC) |

Antípatre de Tir   (Tir, segle I aC - Atenes, dècada del 40 aC) (grec antic: Ἀντίπατρος, llatí: Antipater) fou un filòsof grec estoic que va viure al segle i aC, una mica més tard que el filòsof Paneci. Ciceró, al seu De officiis, diu que havia mort recentment a Atenes, la qual cosa vol dir que va morir abans de l'any 45 aC. Va escriure una obra intitulada també De Officiis, i una altra, citada per Diògenes Laerci, sobre l'univers (περὶ κόσμου).